# ميلي غويسلاو
ميليانا سيسي غويسلاو (ولدت في 7 يناير 1974) والمعروفة باسمها ميلي غويسلاو، هي مغنية وكاتبة أغاني وملحنة ومنتجة وكاتبة وممثلة إندونيسية.

## حياتها
بدأت الغناء عندما كانت في الصف الخامس، ثم بدأت في كتابة الأغاني والغناء في مدرسة إلفا سيسيوريا الثانوية. دفعتها هذه التجربة المبكرة هي وعائلتها إلى الانتقال إلى جاكرتا، لتواصل مسيرتها المهنية.
أثناء تقديم غناء مساند لجولة الممثل كاتون باجاسكارا الترويجية، التقت ميليانا بـ (أنتو هويد) و(أندي أيونير). بعد زواجها من هويد  في 4 أغسطس 1995 شكل الثلاثي فرقة بوتريت في عام 1995. وقد لاقى ألبومهم الأول عام 1995 استحسانًا كبيرًا، مما جلب شهرة لميليانا  وزملائها في الفرقة. اعتبارًا من عام 2011، كتبت أكثر من 500 أغنية.
شهد عام 1995 بداية مسيرة ميليانا المهنية في مجال الموسيقى، حيث أسست مع زوجها وآري أيونير فرقة الموسيقى بوتريت. إلى جانب دورها كمغنية، تساهم ميليانا بنشاط ككاتبة أغاني لبوتريت. تتميز موسيقاهم بكلمات جديدة ومباشرة يتردد صداها عبر الأجيال. أصدرت فرقة بوتريت سبعة ألبومات تضم العديد من الأغاني الناجحة التي لا يزال عشاق الموسيقى الإندونيسيين يستمعون إليها حتى اليوم، بما في ذلك "صلاح" و"باجايكان لانجيت" و"ديام" و"ماك كومبلانج".
بدأت ميليانا مهنتها كمغنية منفردة في عام 1999، وحقق ألبومها الأول (ميلي) مبيعات جيدة في السوق مع أغنية "If" التي غنتها في دويتو مع آري لاسو، انطلقت مسيرة ميليانا المهنية بعد أن أنتجت هي وأنتو هويد الأغنية الرئيسية للفيلم الأسطوري ما الأمر مع الحب؟ (2002) الذي فاز بجائزة "أفضل منظم موسيقى" في مهرجان الأفلام الإندونيسية لعام 2004 و"أفضل كاتب أغاني في جوائز الموسيقى الأندونيسية عام 2002.

## حياتها الخاصة
تزوجت من أنتو هويد في 4 أغسطس 1995، وأنجبا معًا طفلين: أناكو ليلاكي هويد وبريا بيرناما هويد.